# Un giorno a Madera (romanzo)
Un giorno a Madera di Paolo Mantegazza è un romanzo epistolare che si innesta nel filone erotico-sentimentale dei grandi romanzi dell'800, ma che pone ben in rilievo i molteplici interessi dell'autore: dal campo medico ed eugenetico fino a quello prettamente filosofico. Un giorno a Madera fu tradotto in francese, spagnolo, croato, tedesco, olandese e portoghese: ciò mostra la rilevante circolazione che ebbero i suoi testi.

## Trama
Il romanzo racconta la storia di due giovani innamorati, William ed Emma, in cui il primo intraprende un viaggio da Londra per trovare l'amata nella terre paradisiache di Madera. Durante questo viaggio William conosce il narratore, il quale si interessa alla storia del giovane ragazzo anglo-italiano. Arrivati a Madera, William può finalmente incontrare la sua amata,tuttavia, dopo una nottata passata fuori con lei, nei giorni successivi, il giovane diventa sempre più cupo e, dopo alcune resistenze, si decide ad aprirsi con il suo amico: William accenna a una non ben specificata lotta tra dovere e passione che ostacola la sua relazione con Emma. Si riparte per Rio de Janeiro dove William si fermerà, mentre il suo amico andrà avanti nel viaggio: i due si scriveranno per alcune settimane finché William non darà più notizie di sé. Tre anni dopo il narratore riceve un plico di lettere dall’Inghilterra che contiene la corrispondenza del ragazzo con Emma. Dalle epistole si viene a scoprire della proposta di matrimonio che William aveva fatto alla ragazza e di come lei abbia declinato. Emma, infatti, è legata a un giuramento contratto con il padre in punto di morte: non avrebbe mai dovuto prendere marito poiché è affetta da una malattia genetica crudele che le ha decimato la famiglia lasciandola sola al mondo: la tisi. Confessatasi con William su questo problema, la giovane non vorrà più vederlo per non farlo soffrire e per non soffrire lei stessa. Tuttavia l'amore fra i due è così forte che non riescono a resistere allo scambiarsi altre lettere, in una delle quali il ragazzo propone alla sua innamorata di farsi visitare ancora dai migliori specialisti in Gran Bretagna. Emma, con qualche indecisione, acconsente e si fa visitare da tre medici, l'ultimo dei quali le proporrà un viaggio a Madera dove il clima l'avrebbe completamente ristabilita. Tuttavia la malattia le sarà fatale e la morte di Emma verrà comunicata a William dalla zia Anna – tutrice della giovane dopo la morte del padre – nell'ultima lettera. Il romanzo si conclude chiarendo l'intento dell'opera: le memorie dei due ragazzi vengono pubblicate dieci anni dopo dal narratore (in cui possiamo intravedere certamente la figura di Mantegazza stesso) che ci dice: «Ho la ferma convinzione che l'averli letti non farà male ad alcuno, potrà fare bene a molti».

## Intentio autoris
In questo romanzo, dove la scarna trama non è che meramente funzionale al messaggio, un paragrafo sulle intenzioni che hanno spinto l’autore alla genesi dell’opera si è reso necessario. In Un giorno a Madera queste informazioni ci vengono fornite nel prologo al romanzo in cui Paolo Mantegazza si riferisce direttamente ai suoi elettori di Monza; Mantegazza si lascia trascinare in un discorso sulla vita pubblica, la quale non può arginarsi nel semplice agire politico parlamentare , fatto di «ordini del giorno puri e semplici» e «questioni pregiudiziali»; è necessario un impegno civile che passi per la ricerca scientifica e l’educazione scolastica, ed è proprio di questo impegno che Un giorno a Madera può considerarsi il frutto, frutto di un lavoro al quale il nostro dedica tutte le sue energie, un romanzo che ha il preciso scopo di irrobustire gli Italiani e renderli più onesti , affinché possano edificare sulla base “tetragona” della salute e dell’onestà un edifizio splendidissimo di ricchezza e di gloria.
Il Mantegazza è conscio di non aver scritto un’opera immortale ma «utile e morale», tuttavia in questi fini etici si nasconde anche un malcelato nazionalismo che vede nel miglioramento delle condizioni individuali dei cittadini anche un miglioramento dello Stato in generale e della sua ricchezza e potenza in particolare.
È necessario ora chiarire in che cosa venga incanalata questa attenzione morale ed è importante introdurre il tema del dovere, il vero fulcro del romanzo. Il vocabolo ricorre più e più volte nelle parole dei protagonisti e ne possiamo chiarire il significato con le parole che il padre di Emma rivolge alla ragazza in punto di morte. L'argomento viene trattato dall’uomo oscillando tra razionalità e sentimentalismo con slittamenti semantici del termine su almeno tre piani: uno etico-religioso, uno civile e, l'ultimo, quello umano. Su quello etico il dovere diventa l'ancora di salvezza dell'uomo il quale rispettandolo diventa un Principio, un Dio ideale e vivente nel quale riscatta la sua natura finita fino a toccare la santità, ma poiché tutti i doveri per Mantegazza fanno capo a Dio e mancare di adempiere al primissimo dovere «Non far male ad anima viva» è una bestemmia, allora, in questo senso, si potrà dire che generare dei figli malati è una bestemmia in quanto si fa del male a un'anima, per giunta innocente. Sul piano civile invece chi dà alla luce un figlio malato è un «pessimo cittadino» poiché non fa il bene della comunità in quanto dà alla nazione dei cattivi cittadini; su quello umano invece è un pessimo uomo poiché rovina il primo patrimonio dell’umana famiglia ovvero la salute e la forza. Vediamo dunque come il dovere ha un ruolo statale (come impegno civile dello governo) e un ruolo individuale.

## Il dualismo
Per quanto riguarda il tema del dualismo, questo viene affrontato a più riprese nel romanzo, e indagato sotto molti aspetti, ma tratterò solo i due più rilevanti. Attraverso lo strumento del Sistema Hominis (ovvero una specie di filtro antropologico con cui capire l'animo degli uomini senza conoscerli effettivamente) il narratore studia William che però sfugge all’analisi, egli è dentro e fuori la nave, è lì ma da un'altra parte. William stesso è una contraddizione, è per metà inglese e per metà italiano e ciò fa di lui un «uomo d'amianto» in quanto la sua passione e le sue emozioni non tacciono mai: quando l'anima italiana si consuma nella sofferenza ecco che si sveglia l'inglese redivivo che ne rinvigorisce il dolore e non si fa sottomettere dalla ragione; William sente come un italiano ma agisce - e reagisce - al dolore come un inglese, senza riserve. Solo l'educazione e la dolcezza con cui Emma la impartisce potranno ammansire il suo animo passionale. Un altro dualismo imperante nel romanzo è quello tra finito e infinito, l’individuo contro la totalità. Ecco che qui si ha il completo annichilimento dell’io nei confronti della comunità, un io fragile le cui aspirazioni personali devono lasciar spazio all’utile della società, una storia dell’umanità che travolge il singolo, il quale può solo sottomettersi e gettare le armi.

## La concezione della medicina e della malattia
Paolo Mantegazza è stato un medico e fisiologo. Tuttavia nel testo riscontriamo parti in cui lo stesso critica aspramente la conoscenza e la deontologia medica. Nella parte dedicata ai “Ricordi a mia figlia Emma” Mantegazza lancia un’invettiva, con la voce del padre della ragazza, contro l’«ignoranza dei medici» colpevoli, e poco più avanti gli stessi vengono definiti «manipolatori brutali di lancette e calomelano» i quali non riuscivano a farsi «sacerdoti della forza umana» , non riuscivano cioè a compiere il loro dovere e dire a un tisico o a un qualunque portatore di malattie ereditarie che non si sarebbe mai dovuto riprodurre. Nonostante però questa richiesta di schiettezza, nella figura del medico deve accompagnarsi l’empatia verso il paziente: infatti Emma dirà, parlando del dottor B., che «un medico che non intende il suo ammalato, non possa curarlo e non possa guarirlo». Per approfondire il nostro discorso intorno al punto di vista di Mantegazza sulla medicina dobbiamo però trattare dei tre “oracoli della medicina britannica”, sacerdoti della dea Igea da cui Emma si fa visitare, e forse la parola oracolo non è casuale, si tratta infatti di tre modi di guardare alla disciplina, tre uomini che al pari di un oracolo greco si lanciano in affermazioni fumose e poco fondate a cui il paziente non può che abbandonarsi a un giudizio meramente soggettivo che ha più a che fare con la fiducia e la simpatia rispetto che a una scelta ponderata dettata da un sapere certo. Si passa dallo scetticismo del dottor B. sulla cura del cambiamento climatico e alla totale fiducia del dottor Haug in questo metodo, fino ad arrivare alla visione psicosomatica e salutista del dottor T. Insomma un vero marasma di opinioni dove l’uso stesso del latino e del greco da parte dei medici diventa uno strumento di magia per mascherare il vuoto della scienza.

## Edizioni
- Paolo Mantegazza, Un giorno a Madera, Casa Editrice Madella, 1910.
- Paolo Mantegazza, Un giorno a Madera, ristampa, Casa Editrice Bietti, 1925.